# Los de Arriba
Los De Arriba (también conocidos como "Los lokos de Arriba") es la barra que apoya al Club León de la Primera División de México.

## Origen e Historia

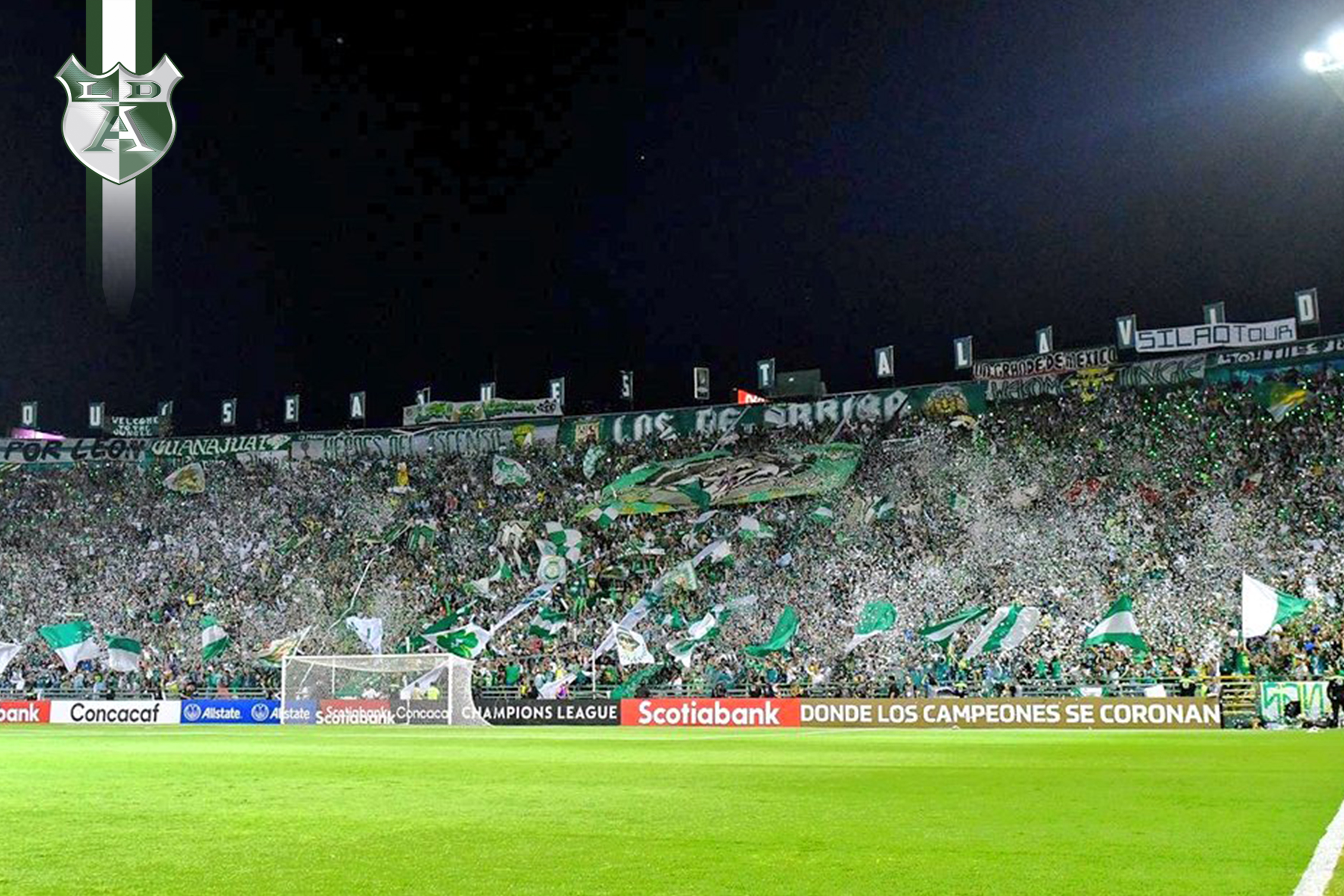
Recibimiento en Concachampions 2020

A finales de los años 90, con la llegada de las barras al fútbol mexicano, nace la "Ultra Verde" y posteriormente la "Barra Pasión 44", que apoyaban a los verdiblancos detrás de la portería norte del Estadio Nou Camp. Para el año 2002, el equipo se encontraba con problemas económicos y deportivos, por lo que cambia de propietario antes del juego de "promoción" entre el recién ascendido Veracruz y el descendido León.
En ese momento surgió un pequeño grupo de jóvenes que alentaba de manera distinta a las demás porras. Al estar ocupadas las gradas inferiores, la inicialmente llamada "Guardia Esmeralda" se situó en la parte alta de la tribuna. Aunque el equipo descendió a la entonces Primera División A, la barra continuó y creció en cantidad. Fue la misma afición la que los bautizó como "Los lokos de arriba", debido a que no paraban de cantar y saltar, además de su comportamiento violento y piromaniaco.
Se desarrollaron en la segunda categoría, sin embargo, competían con las principales barras del país, al realizar invasiones a canchas visitantes o la confección de un telón, entre otras cosas. Después de la "Decena trágica", en 2012 el equipo logra el anhelado regreso a la Primera División. Lo que a la postre originó la internacionalización de la barra, al asistir a partidos en el extranjero, correspondientes a la Copa Libertadores y la Liga de Campeones de la Concacaf. Además, se cuenta con filiales en varias ciudades del país, así como en los Estados Unidos.

### A destacar
- Presentes en el Mundial de Clubes de Arabia Saudita en 2023; además de Ecuador, Costa Rica, Panamá, República Dominicana, Guatemala, Canadá y Estados Unidos.
- En la zona de barra han parado jugadores como Mauro Boselli, Tita, "Nacho" González,[6] Luis Nieves y Bardo Fierros.
- Realizar uno de los telones más grandes del país (90 por 43 metros).
- Enciende León: Recibimiento que consiste en encender la luz del celular, proyectando un color verde neón.

## Compromiso social
Los De Arriba se entienden a sí mismos como parte de una sociedad, por lo cual llevan su movimiento más allá del fútbol. Ya sea dentro o fuera de las tribunas, la barra constantemente apoya causas comunes y alza la voz contra las injusticias.
Por ejemplo: la protesta en apoyo a los 43 de Ayotzinapa, la marcha por aumento al pasaje en León, las protestas continuas contra la Femexfut por sus manejos turbios, la protesta en Toluca contra la privatización del petróleo, la protesta en contra de los feminicidios, la conmemoración de la Matanza de Tlatelolco, las protestas continuas contra la represión policial y las protestas por el Estadio León en contra de Roberto Zermeño, entre otras.

### Fundación Corazón EsmeraLDA
Es una organización sin fines de lucro. Su objetivo es contribuir a la mejora de la sociedad de León y sus alrededores, mediante experiencias que fomentan el deporte y la cultura en los niños. Algunos eventos que se realizan son:
- Festival del Día del Niño.[12]
- Visitas a partidos del Club León.
- Visitas a partidos de Abejas de León.
- Visitas a la Feria Estatal de León.
- Entrega de juguetes en Día de Reyes.
- Entrega de cobijas en temporada invernal.
- Entrega de apoyos alimenticios.
- Festival Recoléon.

## Arte

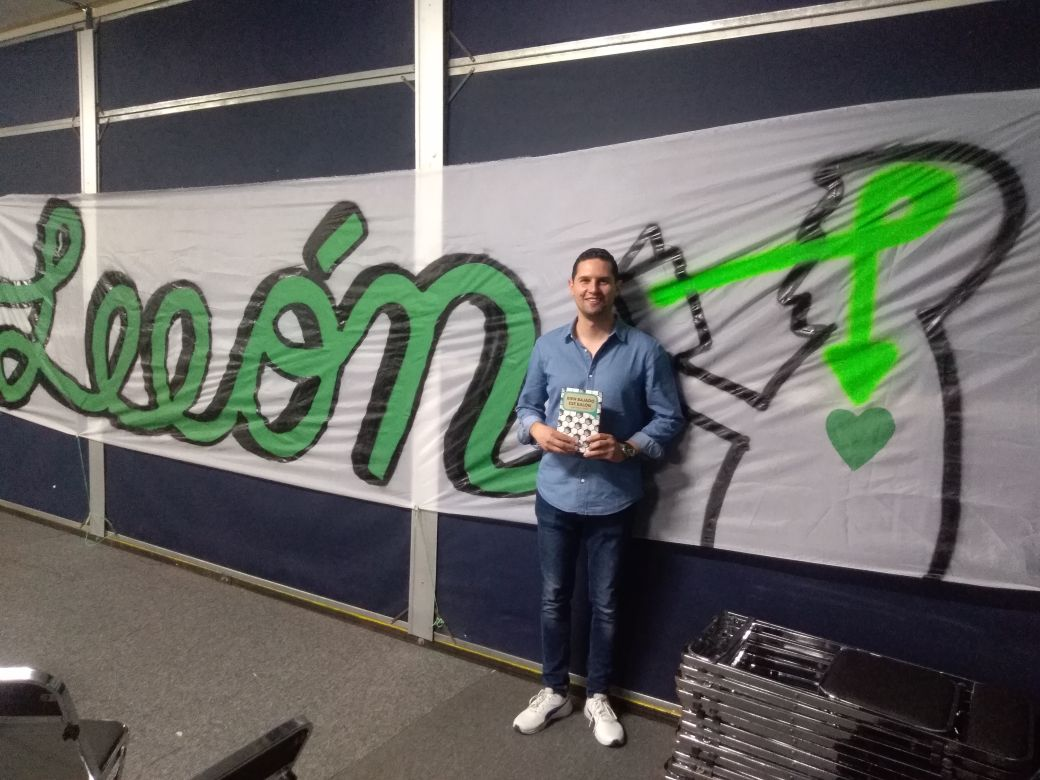
Juan Pablo Torres en la FeNaL

### Música
Al estar influenciados por las barras bravas argentinas, los cánticos que se entonan en los partidos son a ritmo de murga porteña, interpretados por Los Delirantes del Verde. Además de los recintos futbolísticos, también se ha participado como invitados en el desfile del aniversario de la ciudad, eventos universitarios y deportivos de todo tipo, siempre representando el carnaval.
A finales de 2015 se presentó el CD titulado "Pueblo Verdiblanco", bajo el sello de Kunak Records. El disco cuenta con 11 temas de varios grupos de la ciudad, donde al ritmo de ska, rap, cumbia, murga y norteño, se habla de la pasión por el equipo esmeralda.
Apoyan además proyectos como Rock and León y demás artistas locales de géneros variados.

### Novela
Los De Arriba es un libro realizado por el escritor leonés Juan Pablo Torres, publicado en 2011 bajo el sello de Díseres. Debido al éxito, y a la euforia de la afición por el ascenso del equipo, al año siguiente se imprime la segunda edición con el apoyo del Instituto Cultural de León. La presentación de la misma se llevó a cabo en la Feria Nacional del Libro de León, con integrantes de la barra como invitados de honor.
En la trama se narran de manera intercalada las vivencias de ocho personajes, que son aficionados esmeraldas con diferentes entornos sociales,  en el día que El Equipo se juega su ascenso a la Primera División. La novela lleva el nombre de la barra brava, ya que el personaje principal es un hincha, líder de la misma y verdiblanco por herencia de su padre.

### Graffiti
La realización de contenido visual es prioritario para la barra, ya que es una herramienta efectiva e incluyente para compartir el orgullo de ser de León. Los temas son variados, como: fechas conmemorativas, reconocimientos a personajes actuales y de leyenda, escudos, frases, entre otros.

Se pinta sobre trapos que posteriormente se despliegan en el estadio, y también se plasma en obras callejeras (dentro y fuera de la ciudad), además se ha tenido participación en exposiciones de graffiti y en los murales de la Feria Estatal de León, en colaboración con artistas de la ciudad y extranjeros, como el pintor chileno Salvador López E.
|                           |
| Expo Malecolor León 2017. |

|                            |
| Instalaciones de la Feria. |

|                    |
| Mural en protesta. |

|                 |
| Escudo gigante. |

|                    |
| Grafiti callejero. |

|                           |
| Expo Malecolor León 2018. |

|                          |
| Mural de Salvador López. |

|                          |
| Ilustración de Vadelate. |

|                      |
| Expo Malecolor 2019. |

## Leoniversario
El Club León debuta en la entonces Liga Mayor el 20 de agosto de 1944 contra el Atlante, por lo tanto ese día se conmemora el cumpleaños del equipo. Para celebrarlo, Los De Arriba (en alianza con diversos personajes o agrupaciones de aficionados esmeraldas) organizan durante el mes de agosto una serie de eventos deportivos, culturales, sociales y religiosos, donde se involucran barra, afición, jugadores, exjugadores, ex directivos, prensa, entre otros.

## Otros deportes
Los De Arriba no se limitan al balompié, ya que cuentan con varias academias:
- Club Deportivo Corazón EsmeraLDA
- Club Leones Muay Thai
- Club Leones Box

Además han colaborado en los distintos maratones de la ciudad, con la animación y la participación atlética.
También apoyan a los equipos leoneses en otras disciplinas deportivas, como los Bravos (béisbol) y las Abejas (básquetbol), asistiendo al Estadio Domingo Santana y al Domo de la Feria, respectivamente.
|                         |
| Telón en el baloncesto. |

|                     |
| Telón en el béisbol |